# 20690 Crivello
20690 Crivello è un asteroide della fascia principale. Scoperto nel 1999, presenta un'orbita caratterizzata da un semiasse maggiore pari a 2,9503250 UA e da un'eccentricità di 0,1154956, inclinata di 2,84600° rispetto all'eclittica.